# M18А1 Claymore
M18А1 «Клеймор» (англ. Anti-personnel mine M18A1 Claymore) — протипіхотна міна.

## Історія створення
Міну розробив американський конструктор Норман Маклеод на початку 1950-х років. Була прийнята на озброєння армії і Корпусу морської піхоти США. Спочатку застосовувалася для охорони опорних пунктів і постів американських підрозділів у В'єтнамі. Мінами обставляли підходи до опорного пункту та підривали їх при загрозі наближення противника. Це забезпечувало надійний захист ключових об'єктів, особливо в нічний час. У той же час міни були безпечні для своїх солдатів, що наближаються до опорного пункту, так як підрив здійснювався дистанційно. «Клеймор» виявилася досить ефективною і значно знизила активність противника.
Ця міна, що широко застосовувалася американцями у в'єтнамській війні 1964-75 років і була скопійована багатьма країнами, які створили на її базі власні модифікації, як наприклад радянська МОН-50, кубинська PMFH (Mina Antipersonnel de Fragmentation de Hierro), китайська «Тип 66», ізраїльська No.6, південноафриканська Shrapnel mine No2, шведська Truppmine 12, пакистанська Р5 Mk1, югославська MRUD, південнокорейська К-440.
В англійській мові часто використовується як просто "Claymore", без зазначення слова міна. Часто використовується як синонім протипіхотної міни. Початкове значення слова claymore - шотландський дворучний меч.

## Будова міни
M18 має форму вигнутого паралелепіпеда. Корпус бойової міни зроблений з зеленого пластика, в той час як корпуси навчальних зразків — з синього. Встановлюється опуклою стороною в бік противника. Всередині пристрою розташовано близько 700 готових забійних елементів у вигляді сталевих роликів і кульок діаметром по 5,5 мм. При вибуху міни утворюється пучок забійних елементів, що летять на відстань до 50 метрів. Висота пучка — не більше 4 метрів.

## Маркування
Наноситься жовтою фарбою на верхній грані і містить:
| MINE ANTIPERSONNEL M18    | протипіхотна міна М18                                      |
| LOT PA 34FD −67 LOADED II | партія PA 34FD, рік виготовлення 1967, друге відвантаження |

## Оператори
Оригінальні міни, ліцензійні та неліцінзійні копії
- В'єтнам: MDH-C40
- Італія: VS-DAFM 7
- Канада: C19
- КНР: Type 66
- Пакістан: P5 Mk1
- ПАР: осколкова міна №2 та Mini MS 803
- Південна Корея: K440 та KM18A1
- Польща: M18 Claymore
- Росія: MON-50 (неліцензійна копія)
- Саудівська Аравія: M18A / M18A1
- Сербія: MRUD (Mina Rasprskavajućeg Usmerenog Dejstva)
- США
- Туреччина: M18 AP Mine
- Угорщина: IHR-60
- Україна: МОН-50 (знищені у 2011 у рамках зобовязань під міжнародним наглядом.)[4]
- Філіппіни: M18A2
- Фінляндія: місцева назва Viuhkapanos - VP 88, VP 84, VP 2010
- Чилі: M18
- : Швеція: FFV-013, Försvarsladdning 21 та LI-12 / Truppmina

### Україна
13 квітня 2022 року Пентагон оприлюднив подробиці нового пакету матеріально-технічної допомоги Україні до складу якої увійшли міні M18A1 Claymore адаптовані до вимог «Оттавської» конвенції. Міни M18A1 були вказані в пакетах допомоги й в інші місяці: зокрема, в червні та липні, є вони й в переліку озброєнь, опублікованих на сайті міноборони США станом на 8 вересня.